# كبريتيد السكانديوم
 كبريتيد السكانديوم الثلاثي مركب كيميائي له الصيغة Sc2S3، ويكون على شكل مسحوق بلورات صفراء.

## الخواص
إن البنية البلورية لكبريتيد السكانديوم مشابهة لبنية كلوريد الصوديوم، وهي بنية مكعبة مركزية الوجوه، مما يمكن من وجود الأيونات في بنية البلورة بشكل متراص في كلوريد الصوديوم، إلا أن البنية في كبريتيد السكانديوم تتضمن وجود فراغات، مما يحتم على وحدة الخلية أن تأخذ شكل أكر وذلك على نمط معيني قائم ترتبط وحداته بنموذج معقد له المجموعة الفراغية Fddd.

## التحضير
يحضر كبريتيد السكاندبوم الثلاثي من تسخين أكسيد السكانديوم وكبريتيد الهيدروجين في بوتقة من الغرافيت عند درجة حرارة تصل إلى 1550°س لمدة تتراوح بين ساعتين إلى ثلاثة.
Sc2O3 + 3H2S → Sc2S3 + 3H2O
لا يمكن يحضر كبريتيد السكانديوم الثلاثي من التفاعل الماشر لعنصري الكبريت والسكانديوم، إذ أن التفاعل المباشر 
يعطي أحادي كبريتيد السكانديوم ScS.

## الاستخدامات
يستخدم كبريتيد السكانديوم كإلكتروليت صلب، وذلك نظرا لناقليته الكهربائية في مجال أشباه الموصلات.